# André Mauric
André Mauric, né le 13 juillet 1909 et décédé le 10 juillet 2003, est un architecte naval marseillais. Il a eu une carrière prolifique surtout axée sur la création de prototypes de course, qui démarre dès 1927 avec le Morwark dont il dessine les plans à même le sol en grandeur réelle.

## Biographie
Fils d'un ébéniste marseillais passionné de régate, il fait des études pour passer l'agrégation de mathématiques mais doit les interrompre à la suite de la crise économique de 1929. Il fait alors ses classes comme architecte naval puis comme chef de chantier dans l'entreprise de Charles Baudouin, constructeur de navires installé à Marseille. Il y conçoit et construit essentiellement des embarcations portuaires et des navires de pêche jusqu'à la veille de la seconde guerre mondiale. Durant cette période il conçoit également quelque voiliers de régates tels qu'une version du Star (classe olympique), qui prouvera sa supériorité sur les autres versions. Après la guerre il devient architecte des chantiers de l'Estérel et conçoit des séries de vedettes rapides pour les douanes et la Marine nationale qui seront par la suite exportées dans le monde entier. 
Il devient célèbre en 1972 grâce au half-tonner Impensable, vainqueur de la half-ton cup (IOR), dont les plans modifiés donneront naissance au First 30 de Bénéteau, qui sera le monotype du Tour de France à la voile au début des années 1980 et deviendra le premier bateau de cette taille construit en grande série.
En 1973, il conçoit le Melody (10,25 m) qui sera un grand succès pour le chantier Jeanneau, et aussi Pen Duick VI pour la participation d'Éric Tabarly à la Whitbread.
En 1975, un autre half-tonner baptisé Jabadao gagne la Course de l'Aurore aux mains de Guy Cornou.
En 1978 il conçoit Kriter V puis en 1982, Kriter VIII des voiliers étroits taillés pour le près en Atlantique Nord, barrés par Michel Malinovsky.
Il participe également dans les années 1970 aux projets France et France 2 du baron Bich pour la Coupe de l'America.
Il a également conçu de nombreux bateaux à moteur, parmi lesquels on peut noter sa participation à la conception de l'Alcyone pour le commandant Cousteau.

## Bateaux les plus notables conçus par André Mauric

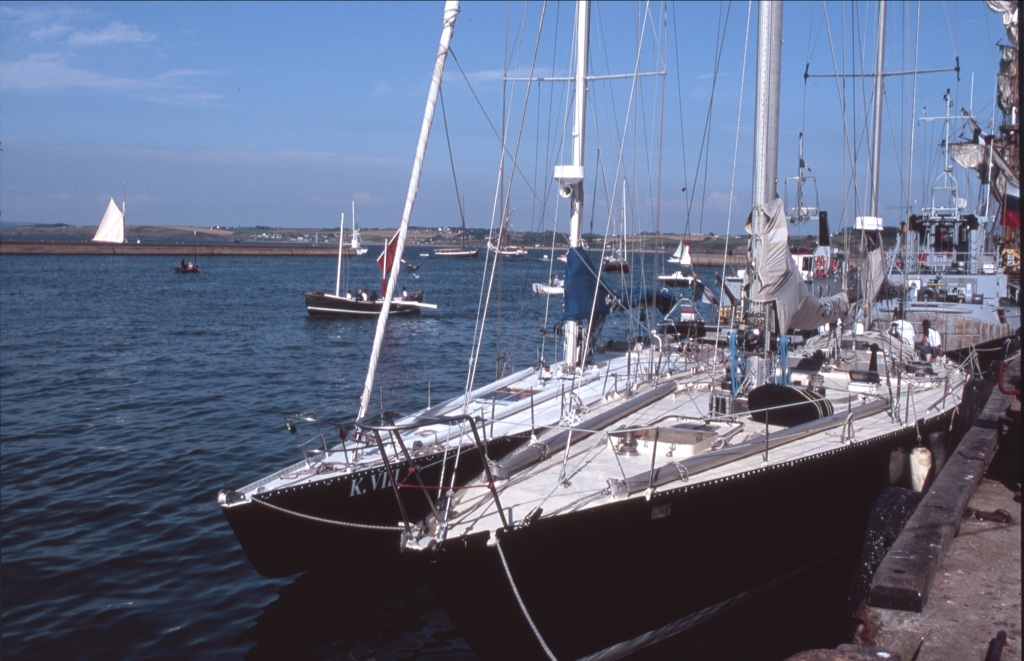
Deux créations d'André Mauric : Kriter VIII et Pen Duick VI.

- 1929 : Morwark, 1er voilier de course qu'il dessine, un 8,50 m suivant un développement de la jauge « chemin de fer » des 6,50 m.
- 1936 : Iroise IV, goélette de 15,40 m.
- 1959 :  La Bouffonne, yacht privé[1]de 24,76 mètres construit sur la base d'une vedette d'interception des douanes, l'aménagement intérieur a été supervisé par le décorateur Marc Du Plantier[2].
- 1963 : Challenger, 7,58 m en contreplaqué à double bouchain[3]. 
  - Giraglia, sloop de course croisière de 10,80 m, vainqueur du RORC en 1966 avec Gliksman.
- 1966 : Super Challenger, sloop de 9,00 m, construit en série par les chantiers Yachting Service et Quéré.
- 1968 : Raph, ketch de course croisière de 17 m, construit pour Alain Gliksman qui participera à la Transatlantique en solitaire de 1968. Raph deviendra ensuite 33 Export et participera à la Course autour du monde en équipage 1977, dite Whitbread, skippé par Alain Gabbay, remportant la 2e étape Le Cap-Auckland en temps compensé.
- 1969 : Hispania, yawl de 15,15 m.
- 1972 : Impensable, vainqueur de la Half Ton Cup.
Le First 30, 9,15 m, est une extrapolation de Impensable, 1100 unités construites par les chantiers Bénéteau (premier voilier qui marque le début de la série First).
- 1973 : Melody, 10,25 m, 600 unités réalisées par le chantier Jeanneau.
- Tadorne, 3/4 de tonne.
- Drac, 10,75 m, vainqueur de la SNIM.
- 1972 : Pen Duick VI, ketch de 22,25 m  d'Éric Tabarly.
- 1973 : Super Arlequin, construit en série par le chantier Quéré.
- 1974 : Méridien, dériveur intégral de 14,28 m.
- 1978 : Kriter V,  sloop de 21 m dessiné pour Michel Malinovsky, battu à l'arrivée de la Route du Rhum 1978 par le petit trimaran de Mike Birch.
- 1981 : Pioneer, sloop de 24,90 m, de type long-léger-étroit.
- 1983 : Kriter VIII,  sloop de 22,80 m de type long-léger-étroit, dessiné pour Michel Malinovsky.
- 1985 : Alcyone, 31 m, navire expérimental conçu pour le commandant Cousteau. Sa coque est de type hybride monocoque-catamaran. Propulsion à voile et moteur, la voilure utilisant le concept Turbovoile.